# Beszterce-Naszód megye
Beszterce-Naszód megye (románul: Județul Bistrița-Năsăud) közigazgatási egység Románia északi részén, Erdélyben. Székhelye Beszterce. 

## Földrajz

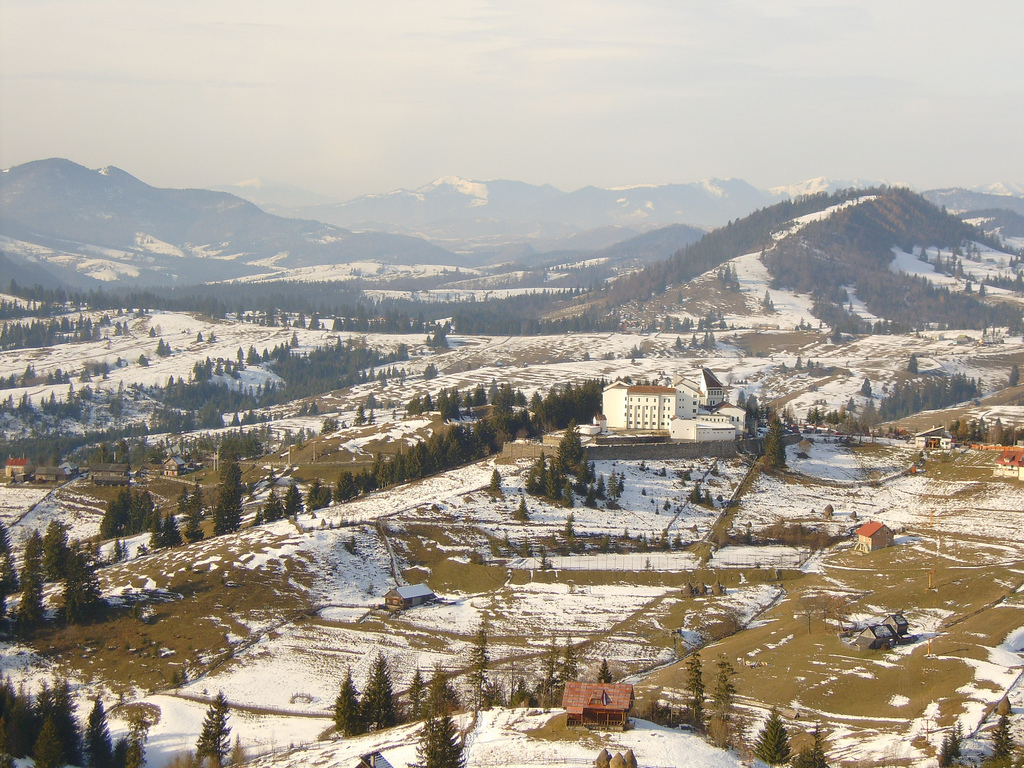
Báránykő

Északon Máramaros megye, keleten Suceava megye, délen Maros megye, nyugaton Kolozs megye határolja.
Területe 5 355 km². Ennek egyharmadát a Keleti-Kárpátok hegységei foglalják el: Cibles, Radnai-havasok, Cohárd-hegység, Borgói-hegység és Kelemen-havasok. A többi terület az Erdélyi-medencéhez tartozik. A megyét átszelő legfontosabb folyó a Nagy-Szamos. Nagyobb mellékfolyó a Beszterce.
Legmagasabb pontja a Nagy-Pietrosz (2303 m) a Radnai-havasokban.

## Éghajlat
Az éghajlat mérsékelt kontinentális, jelentős a különbség az évszakok között. Az éves átlagos hőmérséklet 9 °C a dombvidéken és 0 °C a hegyekben. A legmagasabb hőmérsékletet (38,5 °C) 1954-ben mérték Borgóprundon, a legalacsonyabbat (-33 °C) 1954-ben, Tekén. Az első fagyos nap október 1. környékén van, az utolsó május 1. és május 5. között. A hegyvidékeken a fagy 150 napig tart. A Radnai- és a Kelemen-havasokban a hótakaró 160-200 napig marad meg. A csapadékmennyiség 650–1400 mm a tengerszint feletti magasságtól függően, meghaladja az országos átlagot. A szél főleg a nyugatról fúj. Erősebb szelek időszaka az április-július, a gyengébbeké a november-december.

## Népesség

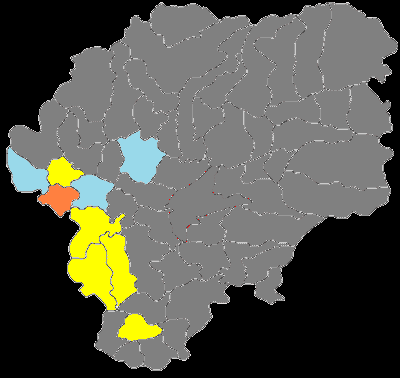
A magyar nemzetiségűek aránya Beszterce-Naszód megyében a 2011-es népszámlálás adatai szerint. Narancssárga = magyar többség 50 - 79% között, citromsárga = magyar kisebbség 20% felett, kék = magyar kisebbség 10 - 20% között, szürke = magyar kisebbség 10% alatt.

2002-ben 311 657 lakosa volt, a népsűrűség 58/km². A románok a lakosság 90%-át teszik ki. A magyar kisebbség aránya 6%. Vannak még németek és cigányok.
Beszterce-Naszód megye népességének változása (a megye mai területére számítva):

### Magyar nemzetiségűek aránya városonként
- Beszterce: 5204 fő (6,40%)
- Bethlen: 2073 fő (17,86%)
- Naszód: 99 fő (1%)
- Oláhszentgyörgy: 46 fő (0,45%)

## Közigazgatási beosztása
A megyében 2007. július 1-jén egy municípium (Beszterce), három további város (Bethlen, Naszód és Oláhszentgyörgy) és 58 község van, melyekhez összesen 249 település tartozik.

## Települések
Városok: Beszterce municípium, Bethlen, Naszód, Oláhszentgyörgy.

## Lásd még
- Beszterce-Naszód vármegye